# Euphaedra serena
Euphaedra serena är en fjärilsart som beskrevs av Talbot 1928. Euphaedra serena ingår i släktet Euphaedra och familjen praktfjärilar. Inga underarter finns listade i Catalogue of Life.